# Donna velata
La Donna velata (detta anche la Monaca) è un dipinto a olio su tavola (65x48 cm) attribuito a Ridolfo del Ghirlandaio, databile al 1510 circa e conservato negli Uffizi di Firenze. L'opera è associata alla Coperta di ritratto con grottesche nello stesso museo.

## Storia
Il ritratto è noto dall'inizio dell'Ottocento quando, unita alla coperta, venne venduta nel 1819 dai Niccolini, con l'intermediazione del mercante romano Felice Cartoni, a Ferdinando III di Lorena, come opera di Leonardo da Vinci per la somma di 1.100 zecchini d'argento. Fu probabilmente il Cartoni a inventarne il titolo di Monaca di Leonardo, per aumentarne il prezzo. Nel 1919 passò da palazzo Pitti agli Uffizi.

## Descrizione e stile
La ragazza, il cui velo in testa e l'abbigliamento scuro trasse in inganno gli estimatori ottocenteschi, è in realtà abbigliata secondo i canoni della moda fiorentina tra la fine del Quattrocento e il 1515 circa. Ha infatti un vestito con ampia scollatura rettangolare e con maniche intercambiabili. Ritratta a mezza figura di tre quarti, girata verso destra, tiene in mano un libretto semiaperto, e poggia la mano destra sul bordo del dipinto, alla fiamminga, mostrando un anello d'oro con pietra al dito mignolo. Essa si trova in una sorta di loggiato ombroso, in cui si aprono due finestre che mostrano vedute, ispirate alla città di Firenze: a sinistra lo spedale di San Paolo e una chiesa con cupola, a destra le mura e il porto fluviale. Le bambine che escono dall'ospedale potrebbero far pensare a un riferimento alla dama, magari benefattrice dell'istituzione.
L'attribuzione ha subìto numerose oscillazioni. Scartato il nome di Leonardo, per il carattere asciutto e un po' schematico del volto, i primi critici proposero i nomi di Perugino (Morelli), Piero di Cosimo (Seidlitz) e Giuliano Bugiardini (Berenson). Quest'ultimo nome è quello su cui maggiormente si è poi concentrata la critica (compresa la monografia di Laura Pagnotta sull'autore), assieme a quello di Ridolfo del Ghirlandaio (Antonio Natali), che vi colse spunti raffaelleschi (i due furono dopotutto amici) reinterpretati secondo la tradizione fiorentina. Luciano Bellosi parlò anche di Mariotto Albertinelli.
Per quanto riguarda l'identificazione, Carlo Carnesecchi avanzò il nome di Ginevra de' Benci, sposata a Luigi di Bernardo Niccolini e ancora viva nel 1490. Tale ipotesi si scontra però con la poca somiglianza col celebre ritratto di Ginevra di Leonardo.
Sul retro un bollo di ceralacca mostra lo stemma Niccolini: un leone rampante traversato da una fascia e sormontato da due chiavi intrecciate e da un rastrello.